# Noel McGhie
Noel McGhie (* 1944 in Jamaika) ist ein britischer Jazzmusiker (Schlagzeug, Perkussion, Komposition) karibischen Ursprungs.

## Leben und Wirken
McGhie migrierte mit 18 Jahren auf die britischen Inseln, wo er von 1964 bis 1970 Musik studierte. Als Schlagzeuger ist er von Roy Haynes, Max Roach, Philly Joe Jones, Joe Morello und vor allem von Rashied Ali beeinflusst. 1968 komponierte er die Theatermusik für zwei Stücke von Fernando Arrabal, die die Drama Society at Oxford University aufführte. 
1970 arbeitete er in den Niederlanden mit Peter van de Locht und Boy Raaymakers und mit Clifford Thornton in Paris. 1971 zog er mit Frau und Kindern nach Frankreich, wo er seine Studien am Conservatoire Municipal de Clichy vertiefte. In Paris holte ihn Steve Lacy in sein Quintett. Immer wieder arbeitete er mit François Tusques. Daneben spielte er mit Archie Shepp, Frank Wright, Noah Howard, Bobby Few, Byard Lancaster, Mal Waldron und Anthony Braxton, später auch mit Alan Silva und Chico Freeman. Weiterhin hat er mit Colette Magny (Repression, 1971), Marion Williams und Geoffrey Oryema (Gospel Caravan, 1979) und Gil Evans (Parabola, 1978) aufgenommen. Auch tourte er mit Myriam Makeba, mit Hal Singer (als Mitglied der Hal Singer All Stars 1996/1997) und mit Rhoda Scott. Als Lehrer arbeitete er am Institut d’Art de Culture et de Perception in Paris.

## Diskographische Hinweise
- Noel McGhie & Space Spies (1975, mit Itaru Oki, Jorge João, Georges Eduard Noel, Louis Xavier)
- François Tusques & Noel McGhie Topolitologie (2010)
- Noel McGhie Afro-Caribbean Project Re-Masters (Marge 2016, mit Rasul Siddik, Daniele Vigilucci, Patrick Sedoc, Simon Teboul)